# Йорне Спілерс
Йо́рне Спі́лерс (нід. Jorne Spileers; нар. 21 січня 2005, Ауденарде) — бельгійський футболіст, захисник клубу «Брюгге».

## Клубна кар'єра
Почав займатися футболом в команді «Зюлте-Варегем», а 2014 року приєднався до академії клубу «Брюгге».
26 лютого 2021 року дебютував за резервну команду Клуб НКСТ у матчі Челленджер Про-ліги проти «РВДМ 47». Перед початком сезону 2022–23 переведений до першої команди «Брюгге». В липні 2022 року підписав свій перший професіональний контракт з клубом. 1 жовтня 2022 року дебютував за «Брюгге», вийшовши в стартовому складі в матчі Про-ліги проти «Мехелена». 4 жовтня дебютував в єврокубках, замінивши Абакара Сіллу в матчі групового етапу Ліги чемпіонів УЄФА проти «Атлетіко» (Мадрид). 1 лютого 2023 року забив перший гол за Клуб НКСТ у поєдинку Челленджер Про-ліги проти «Лієрса».
8 серпня 2023 року підписав новий контракт з «Брюгге» до 2026 року. 10 серпня у поєдинку третього кваліфікаційного рауду Ліги конференцій УЄФА проти «Акурейрі» забив перший гол за «Брюгге». Всього в сезоні 2023–24 провів за «Брюгге» 43 матчі та забив 1 гол, допомігши команді виграти Про-лігу.
19 жовтня 2024 року в матчі проти «Вестерло» забив свій перший гол в Про-лізі. В сезоні 2024–25 допоміг «Брюгге» здобути Кубок Бельгії, що став 12-им в історії клубу.

## Кар'єра в збірній
Виступав за збірні Бельгії до 15, до 17, до 19 і до 21 року. У травні 2022 року потрапив у заявку збірної до 17 років на юнацький чемпіонат Європи 2022 в Ізраїлі. На турнірі зіграв в усіх 3 матчах групового етапу і відзначився голом у воротах збірної Туреччини, а бельгійці не вийшли з групи, посівши 3-тє місце.
14 листопада 2023 року вперше викликаний до збірної Бельгії для участі в товариському матчі проти збірної Сербії замість травмованого Зіньйо Вангойсдена.

## Статистика виступів
Станом на 19 серпня 2025 
| Клуб              | Сезон             | Чемпіонат           | Чемпіонат | Чемпіонат | Кубок | Кубок | Єврокубки | Єврокубки | Інші  | Інші | Всього | Всього |
| Клуб              | Сезон             | Дивізіон            | Матчі     | Голи      | Матчі | Голи  | Матчі     | Голи      | Матчі | Голи | Матчі  | Голи   |
| ----------------- | ----------------- | ------------------- | --------- | --------- | ----- | ----- | --------- | --------- | ----- | ---- | ------ | ------ |
| Клуб НКСТ         | 2020–21           | Челленджер Про-ліга | 1         | 0         | —     | —     | —         | —         | —     | —    | 1      | 0      |
| Клуб НКСТ         | 2022–23           | Челленджер Про-ліга | 16        | 1         | —     | —     | —         | —         | —     | —    | 16     | 1      |
| Клуб НКСТ         | 2024–25           | Челленджер Про-ліга | 2         | 0         | —     | —     | —         | —         | —     | —    | 2      | 0      |
| Клуб НКСТ         | Всього            | Всього              | 19        | 1         | 0     | 0     | 0         | 0         | 0     | 0    | 19     | 1      |
| Брюгге            | 2022–23           | Про-ліга            | 11        | 0         | 0     | 0     | 1         | 0         | 0     | 0    | 12     | 0      |
| Брюгге            | 2023–24           | Про-ліга            | 29        | 0         | 2     | 0     | 12        | 1         | 0     | 0    | 43     | 1      |
| Брюгге            | 2024–25           | Про-ліга            | 9         | 1         | 2     | 0     | 0         | 0         | 1     | 0    | 12     | 1      |
| Брюгге            | 2025–26           | Про-ліга            | 4         | 0         | 0     | 0     | 3         | 1         | 1     | 0    | 8      | 1      |
| Брюгге            | Всього            | Всього              | 53        | 1         | 4     | 0     | 16        | 2         | 2     | 0    | 75     | 3      |
| Всього за кар'єру | Всього за кар'єру | Всього за кар'єру   | 72        | 2         | 4     | 0     | 16        | 2         | 2     | 0    | 94     | 4      |

1. 1 2  Матчі в Лізі чемпіонів УЄФА
2. ↑  Матчі в Лізі конференцій УЄФА
3. 1 2  Матчі в Суперкубку Бельгії

## Досягнення
«Брюгге»
- Чемпіон Бельгії: 2023–24[20]
- Володар Кубка Бельгії: 2024–25[21]
- Володар Суперкубка Бельгії: 2025[22]